# Maschinendatenerfassung
Die Maschinendatenerfassung, kurz: MDE, beschreibt die Schnittstelle zwischen Maschinen der Produktionstechnik und der Informationsverarbeitung. Die Daten aus der MDE können direkt als Parameter in die Maschinenregelung einfließen und auch als eine Datenquelle der Betriebsdatenerfassung für weitergehende Zwecke verwendet werden, z. B. zur statistischen Prozessregelung (SPC) und zur Planung und Steuerung von Produktionsaufträgen.

## Definition / Klassifizierung
Maschinendaten sind grundsätzlich alle an einer industriellen Maschine anfallenden Informationen. Es gibt zwei Grundtypen: die Prozess- und die Produktdaten.
Prozessdaten umfassen die zum Betrieb der Maschine notwendigen und durch den Betrieb direkt erzeugten Informationen. In erster Linie sind dies die Steuerungsdaten, aber beispielsweise auch Informationen über den Stromverbrauch etc.
Produktdaten werden an den Verarbeitungseinheiten gemessen und geben im Zusammenhang mit dem Betrieb einer Anlage wertvolle Informationen über den Produktionsverlauf. Bezüglich der Qualität einer Produktion sind die Daten, wie Stückzahl, Gewicht, Dicke oder Temperatur unerlässlich.
Die Maschinendatenerfassung beschäftigt sich demzufolge mit der Frage, der Erzeugung und Weitergabe dieser maschinen- bzw. fertigungsbezogenen IST-Daten. Damit steht sie im Gegensatz zu Auftragsdaten, die einen ausschließlich auf das Endprodukt abgestimmten SOLL-Zustand angeben.
Einige wesentliche Maschinendaten:
- Produktionsmenge
- Anzahl Teile bzw. Gutteile (sofern die Maschine mit einer automatischen Messeinrichtung ausgestattet ist)
- Auslastung
- Laufzeit (z. B. Laufzeiten von Hauptspindel und Vorschubachsen)
- Verfügbarkeit und Zuverlässigkeit
- Maschinenzustand
- Energieverbrauch

Ziele der Maschinendatenerfassung sind unter anderem:
- Analyse von Fertigungsprozessen
- Optimierung von Maschinenlaufzeiten
- Auswertung von Maschinenstillständen
- Meldung von Maschinenstörungen per SMS oder E-Mail
- Bereitstellung von Daten für den Kontinuierlichen Verbesserungsprozess

## Vorgehensweise
Im Idealfall werden die Daten direkt aus der Maschinensteuerung online übertragen (z. B. über die OPC Architektur) oder in einem Datenlogger digital gespeichert. Diese automatisierte Datenverarbeitung setzt einen Microcontroller in der Maschinensteuerung oder als separate Einheit mit angeschlossener Sensorik voraus. Moderne Verarbeitungsanlagen sind in der Regel bereits prozessorgesteuert unter Verwendung umfassender Informationen. Über entsprechende industrielle Schnittstellen und Softwaretools können die Daten dann direkt an ein ERP-, APS- oder MES-System übertragen werden. Diese verwenden die eingegangenen Meldungen direkt um z. B. online den aktuellen Zustand der Produktion anzuzeigen und die Rückverfolgbarkeit der Produkte sicherzustellen. Erst die Kombination der MDE-Daten mit solch einem System ermöglichen eine qualitätsgerechte Planung und Steuerung der Fertigung. Mit Hilfe dieser Informationen lassen sich Rüstzeiten und Durchlaufzeiten reduzieren. Gleichzeitig kann man den Bestand an halbfertigen Teilen in der Produktion reduzieren. Dies hat direkte Auswirkungen auf das im Unternehmen gebundene Kapital und trägt wesentlich zu einer Verbesserung der Termintreue einer Fertigung bei.
Alternativ können Maschinendaten auch durch eine steuerungsunabhängige Sensorik direkt an der Maschine oder auch manuell erfasst werden.
Zur Erfassung der Werte kommen die ganze Bandbreite von analoger wie auch Digitale Messtechnik zum Einsatz. Zur Erhebung der verarbeitungsorientierten Informationen sind optische Messmethoden unerlässlich.
Die Verwendung von Maschinendaten kann als wesentlicher Faktor zur Qualitätssicherung und Leistungssteigerung in der Produktion und somit der Wettbewerbsfähigkeit eines Unternehmens angesehen werden. Als Kennzahl gilt hierbei u. a. die Gesamtanlageneffektivität (Overall Equipment Effectiveness, OEE).